# Calycophyllum megistocaulum
Calycophyllum megistocaulum är en måreväxtart som först beskrevs av Kurt Krause, och fick sitt nu gällande namn av Charlotte M. Taylor. Calycophyllum megistocaulum ingår i släktet Calycophyllum och familjen måreväxter. Inga underarter finns listade i Catalogue of Life.